# 尖裸鲤
尖裸鲤（学名：Oxygymnocypris stewarti）为鲤科尖裸鲤属的鱼类，俗名斯氏裸鲤鱼。在中国，分布于西藏雅鲁藏布江中游等，多见于干支流流水水体。该物种的模式产地在年楚河。